# Peristicta muzoni
Peristicta muzoni är en trollsländeart som beskrevs av Pessacq och Costa 2007. Peristicta muzoni ingår i släktet Peristicta och familjen Protoneuridae. Inga underarter finns listade i Catalogue of Life.